# 短身大魣蜥魚
短身大魣蜥魚（学名：Macroparalepis brevis）為輻鰭魚綱仙女魚目帆蜥魚亞目魣蜥魚科的一種，分布於大西洋溫帶海域，為深海魚類，深度0-650公尺，體長可達13.5公分，棲息在表層至中層水域，屬肉食性，生活習性不明。